# Rodney Caston
Rodney Caston (* 13. Mai 1977) ist Mitbegründer und ursprünglicher Autor des Webcomics Megatokyo.
Megatokyo begann am 14. August 2000 in Zusammenarbeit mit Fred Gallagher, der für die Zeichnungen zuständig war. Die beiden hatten verschiedene Vorstellungen, wie sich der Comic entwickeln sollte, und trennten sich im Mai 2002. Gallagher übernahm Megatokyo.
Daraufhin begann Caston, an seinem eigenen Webcomic Überclocked zu arbeiten. Er war Gast bei verschiedenen Anime-Conventions wie der Otakon, A-Kon, Animefest, Ohayocon und anderen.
Seit 2004 arbeitet Caston als ein Techniker bei der Singlebörse Match.com.
Er nutzte eine Internetseite, um seiner damaligen Freundin einen Heiratsantrag zu machen. Sie heirateten und haben einen Sohn.

## Werke
- Megatokyo. Webcomic. Autor vom 14. August 2000 bis Mai 2002. http://www.megatokyo.com/.
  - Band 1
    - Fred Gallagher, Rodney Caston: Megatokyo Vol. 1 Chapter Zero. Studio Ironcat, 2003. ISBN 1929090307. (englisch)
    - Fred Gallagher, Rodney Caston: Megatokyo, Vol. 1. Dark Horse Comics, 2004. ISBN 1593071639. (englisch)
    - Fred Gallagher, Rodney Caston: Megatokyo 1. eidalon Verlag, 2004. ISBN 3936686815. (deutsch)

  - Band 2
    - Fred Gallagher, Rodney Caston: Megatokyo, Vol. 2. Dark Horse Comics, 2004. ISBN 1593071183. (englisch)
    - Fred Gallagher, Rodney Caston: Megatokyo 2. eidalon Verlag, 2005. ISBN 3936686823. (deutsch)
- Überclocked.  Webcomic.